# 痕
『痕』（きずあと）は、1996年にLeafから発売された18禁PCゲーム。同社のビジュアルノベルシリーズ第2作。
本項目では2002年に発売されたリニューアル版（以下：2002年版）と、2009年に発売された再度のリニューアル版（以下：2009年版）についても記述することとする。

## 概要
主人公の柏木耕一が大学の夏休みの間、いとこである柏木四姉妹宅で体験するサスペンスストーリー。数々の不可解な出来事から、主人公の血筋の謎や舞台である隆山の伝説の真意が明らかにされてゆく。
前作『雫』のオカルティックなイメージは継承しつつも、より深みのあるシナリオと、キャラクター設定の秀逸さで多くのファンを釘付けにした。
関連情報雑誌の人気投票では、しばらくの間上位5位以内が定位置となり、次作『To Heart』の発売以降もそれを維持し続けた。その終盤には、他のランクイン作品はすべてWindows 98以降の256色や65536色の作品である中に、PC-9800シリーズを前提とした16色ゲームが混在する状態になっていた。

### リニューアル版（2002年）
2002年7月26日発売。脚本を担当した髙橋龍也と原画を担当した水無月徹は、Leafを退社済みであったために外注扱いでの参加となっており、両者が関わった最後のLeaf作品である。

### リニューアル版（2009年）
2009年6月26日に『痕 -きずあと-』というタイトルで発売。キャラクターデザインは甘味みきひろが担当。主人公以外の登場人物がフルボイスとなるほか、新キャラクター「高砂六花」が追加された。
元々は2005年にPlayStation Portableで発売の予定だったが、2007年6月に「コンシューマーでは原作の大幅な改編により世界観が壊れてしまう」との理由で製作を断念し、Windowsで作り直されることになったものである。
2011年12月9日にはダウンロード販売版が配信開始された。

## あらすじ
本作は複数回プレイすることで物語の全貌が明かされるという仕掛けが施されているほか、個別ルートが解放される順番も固定されている。また、シナリオ内には犯人の視点で描かれたサブシナリオも存在する。個別ルートのうち、最初に解放される千鶴ルートは事件の概要を描いており、次に解放される楓ルートでは主人公たちがもつ特性「鬼の血」や前世について描かれる。また、梓ルートでは真犯人の正体が、初音ルートでは「鬼の血」の真相がそれぞれ明かされる。個別ルートではテーマが用意されており、千鶴ルートでは「家族愛」が、梓ルートでは「真摯な愛」、楓は「前世からの愛」、初音は「純愛」が主題となっており、いずれのテーマも事件の謎と関連している。

### 共通
大学生の耕一は、離れて暮らしていた父親が亡くなり、葬式に参列するために、父方の親戚である柏木家を訪れる。葬儀を済ませてからも、大学が夏休みのためしばらく滞在していたが、そのうちに奇妙な悪夢を見るようになる。見知らぬフローリングの床にうずくまり、自身の裡から突き上げてくる強烈な殺人衝動を必死で抑え込むという夢だった。
ある日耕一は、夢の中でとうとう殺人衝動に負け、暴力的なまでの力で、一般市民を虐殺してしまう。ただの夢だと思っていたが、翌朝のテレビで、近所の公園で猟奇殺人事件が起こったというニュースを知る。その公園は紛れもなく、夢の中で自分が暴れていた場所だった。

### 千鶴ルート
実は、耕一を含む柏木家の者達には「鬼」と呼ばれる存在の血が流れており、男性の場合は「鬼の血」に人格を乗っ取られるという危険があった。柏木家の四姉妹の長女千鶴は、鬼として覚醒した耕一が犯行を行ったのではないかと考える。一方、耕一は自分の夢を分析することで、犯人は自分ではないと考える。そんななか、千鶴の元を訪れたジャーナリストの相田響子が誘拐され、陵辱される。千鶴は耕一が犯人であると確信し、耕一を人気のない河原へおびき出した。耕一は千鶴に殺されかけるが、そこに現れた千鶴は真犯人に襲われる。
- ハッピーエンド- その時、耕一の鬼として力が目覚め、真犯人を返り討ちにする。誤解のとけた耕一と千鶴は結ばれることとなる。
- バッドエンド - 千鶴は真犯人にあえなく殺される。真犯人は鬼の力によって屋敷を襲い、千鶴の妹の楓と初音を凌辱する。また、これとは別のバッドエンドでは、耕一が千鶴に自分を殺すよう嘆願する内容となっている[4]。

### 梓ルート
耕一は、自分が事件を起こしたわけではないことを知り、一安心する。その後、耕一は梓とともに、彼女の友人かおりを探しに行き、真犯人と対峙する。真犯人の正体は柏木家と同様に、「鬼の血」を引く者であり、「鬼」の力によって自分と耕一の精神を同調させ、あたかも耕一が犯行をしたかのように認識させていたことが判明する。

### 楓ルート
かつて、この世にはエルクゥという一族がいた。彼らは人間を襲っており、人間たちからは「鬼」と呼ばれて恐れられていた。ある日、エルクゥの皇族四姉妹の一人であるエディフェルが次郎衛門という人間の男を救う。
二人は後に、柏木楓と柏木耕一として転生する。
自分の前世を知っていた楓は、鬼の血が暴走せぬようあえて耕一と距離を置いていたものの、千鶴の助言を受けて耕一に近づく。これにより、耕一の前世の記憶が蘇る。
千鶴は「鬼の血」のことを耕一に話し、制御できるか試す。耕一は「鬼」の力を制御できなかったため、千鶴は殺そうとするが、そこに楓が立ちはだかる。

### 初音ルート
エルクゥの正体は異星人であり、彼らの一人であるリネットの裏切りによって死へと追いやられた。
リネットの生まれ変わりである初音は、父から貰ったお守りに導かれ、エルクゥたちの怨念や彼らの宇宙船が眠る場所へと向かう。エルクゥたちの怨念は初音を母体にすべく、耕一の身体を乗っ取って性交を強制させようとする。

## 主な登場人物
PC版の声優は非公開。

### 柏木家
柏木 耕一（かしわぎ こういち）
主人公。20歳の大学生。一人暮らしをしていたが、従姉妹の四姉妹と暮らしていた父親が亡くなり、葬式のために彼女たち元を訪れた。四姉妹のもとに滞在してから、毎晩奇妙な夢に悩まされている。
柏木 千鶴（かしわぎ ちづる）
誕生日：5月13日。血液型：AB型。年齢：23歳。
柏木四姉妹の長女。地元の国立大学卒業。叔父（耕一の父）亡き後、家業の温泉旅館で会長を務める。耕一の従姉で、耕一にとって「憧れのお姉さん」的な女性。温和でかわいらしい性格。黒髪のロングヘアー。家事が非常に下手で、特に料理は「千鶴さんの料理は一言、やばい」と耕一に言わしめたほどだが、手料理を食べさせることが大好きなため、柏木家では危険視されている。胸は特別小さいわけではないが、大きな胸を持つ梓がいるため強いコンプレックスを持っている。初期設定では目つきが鋭かった。
柏木 梓（かしわぎ あずさ）
誕生日：8月30日。血液型：A型。年齢：18歳。
柏木四姉妹の次女。高校3年生。勝気で意地っ張りだが、意外にも柏木家の厨房を一手に預かる料理上手。赤系の髪でショート。耕一にとってはケンカ友達のような存在。トレードマークは白いヘアバンド（リーフファイト97では黄色）。勉強は苦手で、偏差値の低い私立女子高に通っている。高校では陸上部に所属しており、他の姉妹に比べると多少の日焼けが見受けられる。四姉妹の中で唯一の巨乳持ち。
柏木 楓（かしわぎ かえで）
誕生日：11月15日。血液型：B型。年齢：16歳。
柏木四姉妹の三女。高校2年生。成績優秀で、自宅近くにある公立の進学校に通っている。中学時代、告白を断られたことを逆恨みした不良に、6人がかりで襲われたが、素手で撃退し、病院送りにするという傷害事件を起こしたことがある。運動能力が高く、足も非常に速い。近頃は口数が少なくなり、なぜか耕一を避けるようなそぶりを見せており、理由は楓のルートで判明する。叔父（耕一の父、賢治）に一番なついていたらしい。セーラー服におかっぱ。普段の性格はやや天然ボケ。実はお笑い好きで、深夜に放送しているラジオとテレビのお笑い番組をチェックしている。バッドエンドでは、真犯人に姉の千鶴を殺害され、初音とともに強姦された挙げ句、耕一も殺害される。
柏木 初音（かしわぎ はつね）
誕生日：2月27日。血液型：O型。年齢：15歳。
柏木四姉妹の四女。高校1年生。容姿・性格共にあどけなさを残しており、耕一を「お兄ちゃん」と呼んで慕っている、素直で純真な少女。末っ子らしく、甘えん坊な一面も。耕一にとって「理想の妹」的な存在。栗色でウェーブのかかったロングヘアー。耕曰く料理など、家事は得意らしい。得意料理は「カボチャのそぼろ餡」。勉強は苦手だが瞬間記憶能力のようなものを持ち、トランプの神経衰弱を得意とする。頭頂部には一房の癖毛が立っており、アンテナと称されることもある。旧版の原画集によれば、デザイン初期の段階では四姉妹全員にこの毛があったが、彼女以外はオミットされた。「鬼」の角をイメージしていたと思われる。
同じくLeaf作品である『To Heart』において、チョイ役としてだがCGありで出演している。
柏木 賢治（かしわぎ けんじ）
耕一の父親。生前は鶴来屋の社長で、柏木姉妹と共に実家でもある柏木邸に住んでおり、姉妹たち（とりわけ楓）からは実の家族のように慕われていたが、本編の1か月前、車の運転中に崖から転落 して死亡した。実の息子である耕一とは3年前から疎遠になっており、息子と妻を捨てて実家と姪たちを選んだ薄情で迷惑な父親と評されていた。
高砂 六花（たかさご りっか）
2009年版に登場したキャラクター。18歳のメイド。前の主人から暇を出されて隆山を訪れるが、手持ちの金が尽きて、行き倒れていたところを耕一に助けられ、一時的に柏木家に身を寄せる。背が低いことを気にしている。

### その他
長瀬 源三郎（ながせ げんざぶろう）
耕一の父親が死亡した事故について、捜査している刑事。元はやり手の刑事だったが、独断専行が問題視され窓際族へ追いやられる。娘がいる。一見飄々とした中年男性だが、どこか人を喰ったような態度をしているため、オリジナル版では耕一に「古狸」と密かに評されていた。
柳川 裕也（やながわ ゆうや）
長瀬と共に捜査活動をする若い刑事。
日吉 かおり（ひよし かおり）
梓と同じ高校の後輩で、陸上部のマネージャーを務める。明朗活発で愛想は良いが、本質は極めて自己中心的で嫉妬深い性格をしている。極度のレズビアンで、梓を狙っており、耕一を邪険に扱い、あからさまに敵視する。真犯人に拉致され、薬を飲まされて繰り返し凌辱される。
相田 響子（あいだ きょうこ）
鶴来屋会長である千鶴を取材に来た、女性誌のルポライター。巨乳のスマートな美女。颯爽とした性格で凛とした雰囲気であり、耕一を憧れさせた。だが、夜中に調査にでかけた際、犯人に拉致された末に凌辱を受ける。
小出 由美子（こいで ゆみこ）
耕一の大学の同期生で、地元の神話伝承を調べにやってきていたところを、偶然出会う。監禁され、レイプされる。
阿部 隆之（あべ たかゆき）
地元のコンビニでアルバイトをしている大学生。吉川というヤクザと同棲していた。
足立（あだち）
伯父（四姉妹の父）の友人。千鶴が会長を務める鶴来屋の社長。
柏木 耕平（かしわぎ こうへい）
鶴来屋の先先代会長。故人。フルネームは2009年版で明らかになる。耕一の祖父で、一代で経営難だった中堅旅館を買い上げ、現在の大手企業の地位に育て上げた地元名士。

## 舞台・用語
隆山温泉（たかやま）
本作の舞台。某県の田舎にある山と海にはさまれた温泉郷。駅前商店街はあるが、大部分は山林や閑静な住宅街になっている。「雨無山の鬼」に纏わる伝承が残されていることで知られている。耕一の帰郷後、町内の公園で凄惨な殺人事件が発生し、その後も巡回中の警察官が惨殺されたり、女子高生をはじめとする女性複数名が一時行方不明になる事件が発生している。モデルは石川県七尾市和倉温泉で、最寄駅として和倉温泉駅、後述の鶴来屋として左右反転した上で若干アレンジされた加賀屋の本館が登場する。
鶴来屋グループ
従業員500名以上を有する地元の大手企業。高級旅館「鶴来屋」を中心に、若者向けのリゾートホテルやペンション、高級和食料理の仕出し屋などを営んでおり 主に観光業を生業とする。隆山温泉組合を牛耳っている有力企業である。創業50年を誇る老舗企業でもある。同じく2009年版では、まだ若い千鶴が突然経営の実権を握る異例の人事により、経営陣内部で紛糾していることが地元の地方紙などでも取り上げられているとされている。
鶴来屋
町で一番の規模を誇る高級温泉旅館。天皇が宿泊したこともある一流旅館。田舎町には不釣り合いな十五階建ての本館を中心に5つの別館（2009年版では3つ）が囲み、巨大な駐車場や広大な庭園、男女それぞれ3つの大浴場と露天風呂（2009年版では海に面した展望露天風呂もあるとされている）、レストラン、喫茶店、川が流れるフロントロビーや大規模な土産物店などがある大型旅館で、実質的には温泉旅館ホテルに近い。最上階とその下の階はオフィス棟になっており、最上階は会長室（耕一の父親の存命時は社長室）になっている。当初の会長は耕一の祖父で、彼の病没後は耕一の叔父夫婦（つまり柏木姉妹の両親）、2人が車ごと転落死した後は耕一の父親である賢治、彼が事故死した後は千鶴が経営を引き継いでいる。
柏木邸
柏木姉妹の自宅で耕一の居候先。立派な表門のある純和風の邸宅。中には広大な日本庭園もあり、地元でも有数の豪邸として知られている。

## スタッフ
- 脚本：髙橋龍也
  - ショートシナリオ脚本：青紫（1996年版修正前のみ）
  - 高砂六花シナリオ：JIGY（2009年版）
- 原画：1996年、2002年版 水無月徹 2009年版 甘味みきひろ
- 音楽：石川真也、下川直哉、中上和英、高橋龍也（高橋は1996年版のみスタッフロールに記載）

### 主題歌
2009年版のみ。
- OP：花詞（ハナコトバ）
  - 作詞：SHINO
  - 作曲：Kushiko
  - 編曲：衣笠道雄
  - 歌：Suara
- ED：うつせみ
  - 作詞：須谷尚子
  - 作曲：下川直哉
  - 編曲：衣笠道雄
  - 歌：Suara

## 長瀬一族
前作『雫』との接点として、同作の主人公「長瀬祐介」及びその血縁者として登場する「長瀬源一郎」と同じ姓を名乗る刑事、「長瀬源三郎」が登場する。以降、Leaf・アクアプラス大阪開発室の作品、及び東京開発室の一部の作品には必ず「長瀬」を名乗るキャラクターが登場するようになる。製作サイドからは公式に「『うたわれるもの』のゲンジマルを除く全員が血縁者」とされているが『まじかるアンティーク』の長瀬源之助は地球ではない世界の住人のためその関係は明らかで無い。
源三郎は源一郎と似たイメージを踏襲しているが、キャラクターデザインや「エリート路線からドロップアウトした妖しい中年警察官」といった設定等、『機動警察パトレイバー』の登場人物・後藤喜一の影響が加わっている。このデザイン路線は次作『To Heart』の長瀬源五郎とセバスチャンにも受け継がれ、後のPlayStation版及びアニメ版では声優として後藤喜一役の大林隆介が演じた。これは同作のヒットもあり、一般には「長瀬一族」のフォーマットとして定着した。次々作『WHITE ALBUM』はら～YOU（現・カワタヒサシ）の原画による作品だが、例外として長瀬のみゲスト原画家扱いで水無月トオルがデザインしている。

## 『痕』おまけシナリオ盗作疑惑
旧版『痕』で、全キャラ攻略後に出現するおまけシナリオが、1979年度の講談社「星新一ショートショート・コンテスト」受賞により同年「小説現代」に掲載され、後に講談社文庫 『ショートショートの広場（1）』（編：星新一）に収録された、吉沢景介作のショートショート『できすぎ』に酷似していたことが、ネット上を中心に問題となった事件である。
Leaf側は結果的に盗作を行った事実を認め、2001年1月に店頭在庫分が自主回収され、2001年3月に謝罪文が発表された。それ以降の出荷版、及びリメイク版には当該のおまけシナリオは含まれていない。

## 『痕2』の構想
脚本の高橋龍也は『痕』の続編について、1999年5月20日「サンケイスポーツ」紙で「いますぐということではなくて、機会があればやってみたい。僕のシリーズヒーロー像を投影してますし、多分ライフワークになるでしょう。これで会社をやめられませんね」と語っている。キャラクターもシリーズモノを意識して作っていた。しかし、高橋はその後Leafを辞め、現在のところ続編の構想は立ち消えとなっている。
以下の話はリーフスタッフが『WHITE ALBUM』発売前の1997年12月に出したコピー本で、高橋と水無月が『痕2』をもしやるならということで語ったもの。ただし、会社Leafとして『痕2』の作製を計画していたわけではない。
- 舞台をノスタルジックな田舎から夜の大都会に、季節を夏から冬に移す。
- 作品のコンセプトは、鬼VS人造の鬼。
- 特定エンドの続きではなく、ルート毎に前作『痕』の各キャラクターエンドの続きから始まるマルチスタート方式。
- 新ヒロイン登場。名前は「早紀（さき）」。耕一と同じコンビニのアルバイトをしている。特徴的な柏木四姉妹とは対照的に、"普通"を意識した少女漫画のオーソドックスなヒロイン。眼鏡キャラクター。
- 物語の前半は新ヒロインの早紀を軸に進んでいき、後半は柏木四姉妹を軸に進んでいく。

## その他関連作品
- ノベライズ版 - 1996年12月にパラダイムより発売、前薗はるか著。
- カードゲーム - シルバーブリッツのカードゲームLyceeに参戦。収録エキスパンションはLeaf1.1など。
- コミカライズ版 - 『電撃黒「マ）王』（メディアワークス→アスキー・メディアワークス）にて2008年3月発売のVol.3より連載。作画は月吉ヒロキ。同誌は2010年6月発売のVol.12を最後に親雑誌『電撃「マ）王』へ統合されたため、本作も同年7月27日発売の『電撃「マ）王』へ移籍し2010年9月号から2011年1月号まで連載。その後さらに『月刊コミック電撃大王』へ移籍し、2011年5月号から隔月連載され2015年3月号で完結した。単行本全5巻。
- アーケード用格闘ゲーム - 2012年稼働のAQUAPAZZA Version2.0』にプレイヤーキャラクターとして柏木千鶴が登場、同作での声優は柚木涼香[10]。同ゲームのPlayStation 3移植版では、イベントシーンに登場していた他の姉妹にも音声が追加された。声優は柏木梓が中島沙樹、柏木楓が小野涼子、柏木初音が水橋かおり[11]。
- うたわれるもの ロストフラグ - 本作のキャラをモチーフとしたリズエル、アズエル、エディフェル、リネットという名の4姉妹が登場。声優は柚木涼香、中島沙樹、小野涼子、水橋かおり。

## 評価
書籍『美少女ゲームマニアックス』におけるオリジナル版のレビューでは、（2000年の時点から見れば）CGやボリュームが貧弱だとしつつも、総合的にまとまった作品として評価している。
ライターの森瀬繚は千鶴のキャラクター性について、当時のエンターテインメント作品に多かった「天道かすみ」タイプの姉キャラクターでありながらも、その悲劇性から人気を集め、幼なじみなどの他のキャラクター類型に埋もれがちだった、姉キャラクターの需要の底上げを果たしたと評価している。